# Veliki splošni leksikon
Veliki splošni leksikon je slovenski leksikon v osmih zvezkih, ki ga je izdala založba DZS v letih 1997 in 1998. Pri pripravljanju leksikona je sodelovalo več kot 250 strokovnjakov, ki so za osnovo vzeli nemški leksikon založbe Knaur-Bertelsmann (Der Knaur-Universallexikon im 15 Bänden) v petnajstih knjigah. Delo so prevedli in priredili slovenskemu prostoru, mnoga gesla pa napisali na novo. Leta 2005 pa so skupaj s podjetjem Amebis  izdali tudi elektronsko izdajo na CD-ROM plošči.
Veliki splošni leksikon ima 100.000 gesel in podgesel na več kot 5000 straneh, v elektronski verziji pa je natančno 87.466 gesel. Na CD-ROMu so vsa gesla, ki so v knjigah, pa tudi 1200 novih gesel. V elektronski obliki gre za najobsežnejšo slovensko zbirko knjižnega besedila na tem mediju (okoli 26 milijonov znakov ali 5 milijonov besed).
Knjižna izdaja leksikona ima več kot 20.000 ilustracij, za elektronsko izdajo pa je bilo zbrano novo slikovno gradivo (okoli 6000 ilustracij). Besedila v elektronski izdaji so opremljena z 275.000 navzkrižnimi povezavami, v knjižni izdaji to vlogo opravljajo kazalke (glej tudi).
Zvezki: 1: A-Ch., 2: Ch-Gh., 3: Gh-Ka., 4: Ka-Ma., 5: Ma-Ož., 6: P-Rž., 7: S-Te., 8: Te-Ž. 
V letu 2006 je izšla nova izdaja v 20 zvezkih priročnega formata 200×125 mm na 5108 straneh, vendar brez slikovnega gradiva. 